# Cyclopharynx schwetzi
Cyclopharynx schwetzi es una especie de peces de la familia Cichlidae en el orden Perciformes.

## Morfología
Los machos pueden llegar alcanzar los 10 cm de longitud total.

## Hábitat
Es una especie de clima tropical.

## Distribución geográfica
Se encuentran en África: río Fwa (República Democrática del Congo ).